# Rachel Monnat
Pour les articles homonymes, voir Monnat.
Rachel Monnat, née le 21 novembre 1979 à Porrentruy, est une comédienne et auteure suisse.

## Biographie

### Famille et formation
Rachel Monnat est née dans une famille de musiciens, son père libraire, sa mère employée de commerce et son frère guitariste et bibliothécaire. Elle obtient son baccalauréat en 1998 au Lycée cantonal de Porrentruy et son diplôme d'infirmière niveau II à l'École de soins infirmiers du Jura, à Delémont en 2003.
Parallèlement, elle reçoit son certificat d'études supérieures en flûte à bec en 2001. Elle suit des cours de chant avec Anne-Marie Deschamps, puis Bruno Corti. Elle se passionne aussi pour la danse, entre autres la pole dance. 
Elle quitte son métier d'infirmière, après l'avoir exercé durant 6 ans, pour devenir modèle dans des écoles et des ateliers d'art destinés aux peintres, dessinateurs et sculpteurs, avant de se lancer dans le monde de la scène et de l'écriture.

## Carrière artistique

### Spectacle
En 2011, Rachel Monnat interprète Annette Dufour dans l’épisode consacré au général Guillaume-Henri Dufour du docu-fiction Les Suisses et la jeune fille dans l’épisode Hans Waldmann de la même série réalisée par Dominique Othenin-Girard et produite par la SSR.
En janvier 2012, elle joue la première de son One Woman Show Rachel et ses amants, où elle mêle texte, chant et danse. À la suite de son succès, elle entame une tournée en Suisse romande : les critiques et la Radio télévision suisse ne tarissent pas d'éloges (RTS,). Elle joue au Festival Off d'Avignon en 2013 et 2014 ainsi qu’à Paris durant trois mois au Théâtre du Gouvernail, elle est saluée par la critique du Midi libre,,,.
Le 27 mars 2013, elle joue sur la scène du théâtre des Blancs-Manteaux à Paris pour ses 40 ans.
En juillet 2014, elle crée, au Festival Off d’Avignon, son deuxième spectacle Le Sexe de la modèle, où elle partage son expérience de modèle pour les peintres. Elle le tourne en Suisse romande en 2015, la presse, à nouveau, est élogieuse,. Elle se fait remarquer au-delà de la Francophonie, entre autres par la Radio télévision suisse italienne (RSI). 

### Écriture
Parallèlement à ses projets artistiques Rachel Monnat est demandée comme intervenante pour parler de la sexualité dans l’émission Temps présent de la RTS en 2010 « À mon bon plaisir », ainsi qu’en 2016 dans Sous la couette,. Elle aime parler naturellement des sujets dits tabous.
Dès 2015, elle se tourne vers l’écriture tout en continuant d’aborder ses sujets de prédilection : la sexualité et la nudité. 
En 2020, elle fonde sa maison d'édition Accrosens éditions afin de publier ses livres.
Elle publie son premier livre L'Intouchable Nudité en avril 2021. Un roman autour de la modèle d'art qui s'inspire de son vécu,,,. En octobre de la même année, elle fait paraître son autobiographie autour de la sexualité Un jour, j'ai jailli qui se démarque par son originalité à raconter librement sa vie intime tout en s'appuyant sur les ressources bibliographiques et scientifiques,.
En mars 2023, elle sort son troisième livre sous forme de nouvelles Je suis mort. Dans ce recueil, elle fait parler les morts, ils s'adressent à nous vivants ,!
Elle donne régulièrement des conférences, des performances sur les thèmes de la sexualité, la nudité et la mort.

### Duo Rachel et Mario
C’est en septembre 2020, que Rachel Monnat fait la connaissance de Mario Leuenberger, sonneur de cor des Alpes. C’est le coup de foudre musical et ils forment le duo Rachel et Mario
Au départ, une chanteuse et un cor des Alpes, mais ils y ajoutent tous les ingrédients possibles, de l’accordéon, du djembé, de la danse, de la flûte à bec, du toupin, du conque…
Ils jouent autant de la musique populaire, traditionnelle, de la chanson, que du chant grégorien, de l’opéra ou des chants marins.
Ils aiment jouer partout que cela soit dans des salles, mais aussi dans la nature, dans la neige ou dans des grottes…
Ils se sont fait remarqués au rassemblement international de cor des Alpes en Belgique où ils ont chanté l'hymne national belge devant 2'000 personnes le 28 mai 2023.
Un duo haut en couleur et qui s’amuse !

## Spectacles
- 2012 à 2014 : Rachel et ses amants
- 2014 à 2015 : Le sexe de la modèle

## Publications
- 2021 : L'intouchable nudité (roman)
- 2021 : Un jour, j'ai jailli / autobiographie sexuelle
- 2023 : Je suis mort / Témoignages de personnes décédées (nouvelles)